# Fábio Luiz Magalhães
Fábio Luiz Magalhães (Marataízes, 13 marzo 1979) è un giocatore di beach volley brasiliano, campione mondiale del 2005. Fa coppia con Márcio Araújo.

## Palmarès
- Giochi olimpici

Pechino 2008: argento.
- Campionati mondiali di beach volley

2005 - Berlino: oro.